# Araguez Island
Araguez Island (englisch; spanisch Isla Araguez) ist eine kleine Insel im Archipel der Südlichen Shetlandinseln. Sie liegt unmittelbar südlich von Dee Island sowie nördlich des Agüero Point von Greenwich Island in der Orión-Passage. 
Chilenische Wissenschaftler benannten sie 1998. Das UK Antarctic Place-Names Committee übertrug die Benennung 2005 ins Englische.